# Invisible Touch at Taktlos Zürich

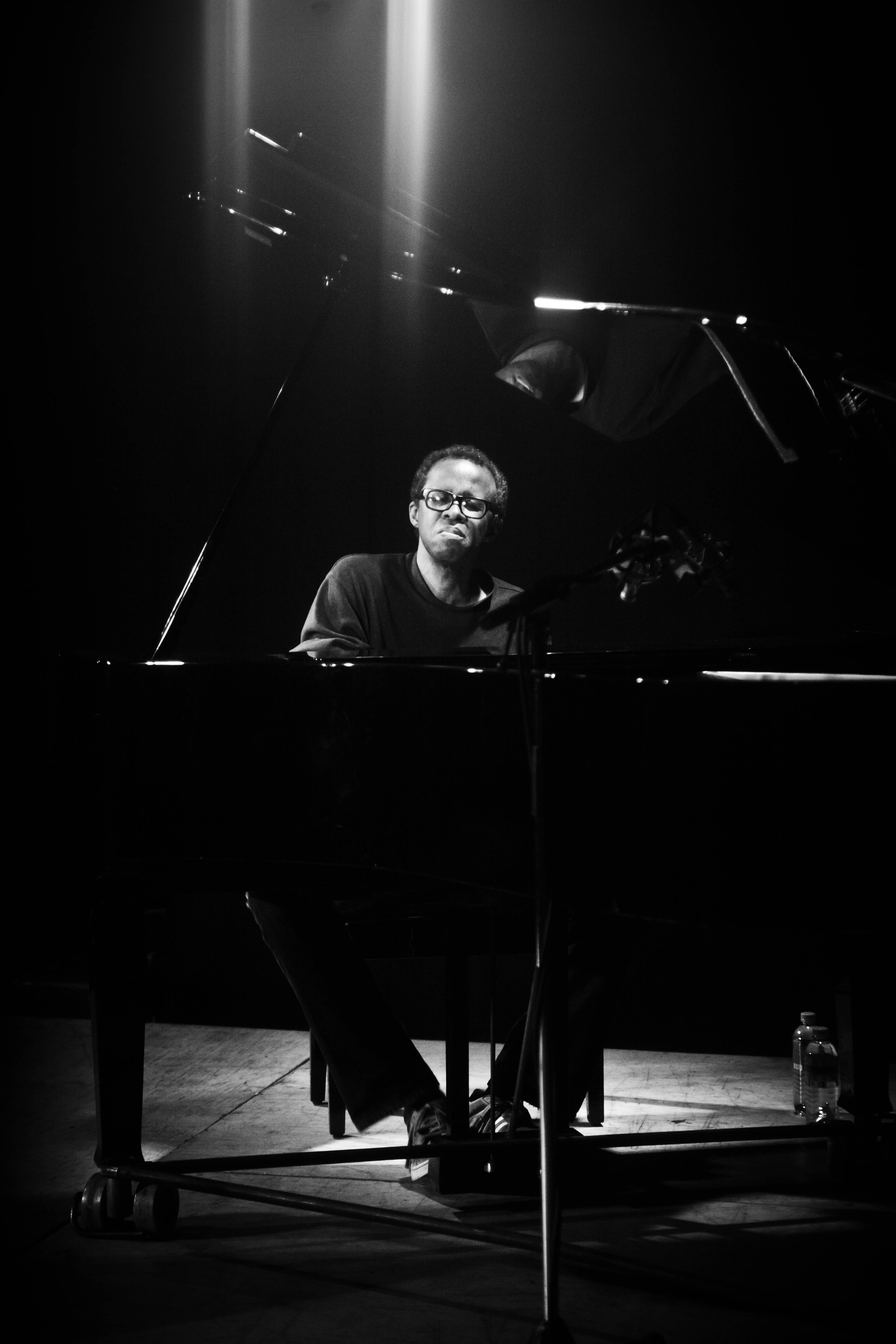
Matthew Shipp bei einem Auftritt in Moskauer Club DOM 2017

Invisible Touch at Taktlos Zürich ist ein Soloalbum des Jazzpianisten Matthew Shipp. Die Musik des Albums wurde beim Taktlos Festival mitgeschnitten, das im Zürcher Kulturzentrum Rote Fabrik am 19. Mai 2016 stattfand. Die Aufnahmen erschienen am 28. April 2017 bei hatology.

## Hintergrund
Der Auftritt des Pianisten in Zürich stand am Ende einer einwöchigen Europatournee. Der von Shipp gespielte Set ist über 45 Minuten fortlaufend ohne eine Pause; nach dem Applaus am Ende des Titels „It“ folgte eine vierminütige Zugabe („Fairplay“). Mit diesem Stil des „Bewusstseinsstroms“ folgt Shipp der Tradition Cecil Taylor auf Alben wie Olim (Soul Note, 1987). Hinsichtlich seiner Spielweise drückt Matthew Shipp dies folgendermaßen aus:
I did feel very good about the flow that I felt I got.

## Titelliste
- Matthew Shipp: Invisible Touch at Taktlos Zürich (hatOLOGY 743)

1. Light Beam – 0:43
2. Intro Z – 4:56
3. Instinctive Touch – 5:46
4. Pocket – 1:32
5. Gamma Ray – 5:50
6. Piece Within Piece – 5:43
7. Tenderly (Jack Laurence, Walter Gross) – 4:07
8. Monk’s Nightmare – 7:00
9. Blue in Orion – 4:39
10. It – 5:14
11. Fairplay – 3:58

- Bis auf Tenderly stammen alle Kompositionen von Matthew Shipp.

## Rezeption

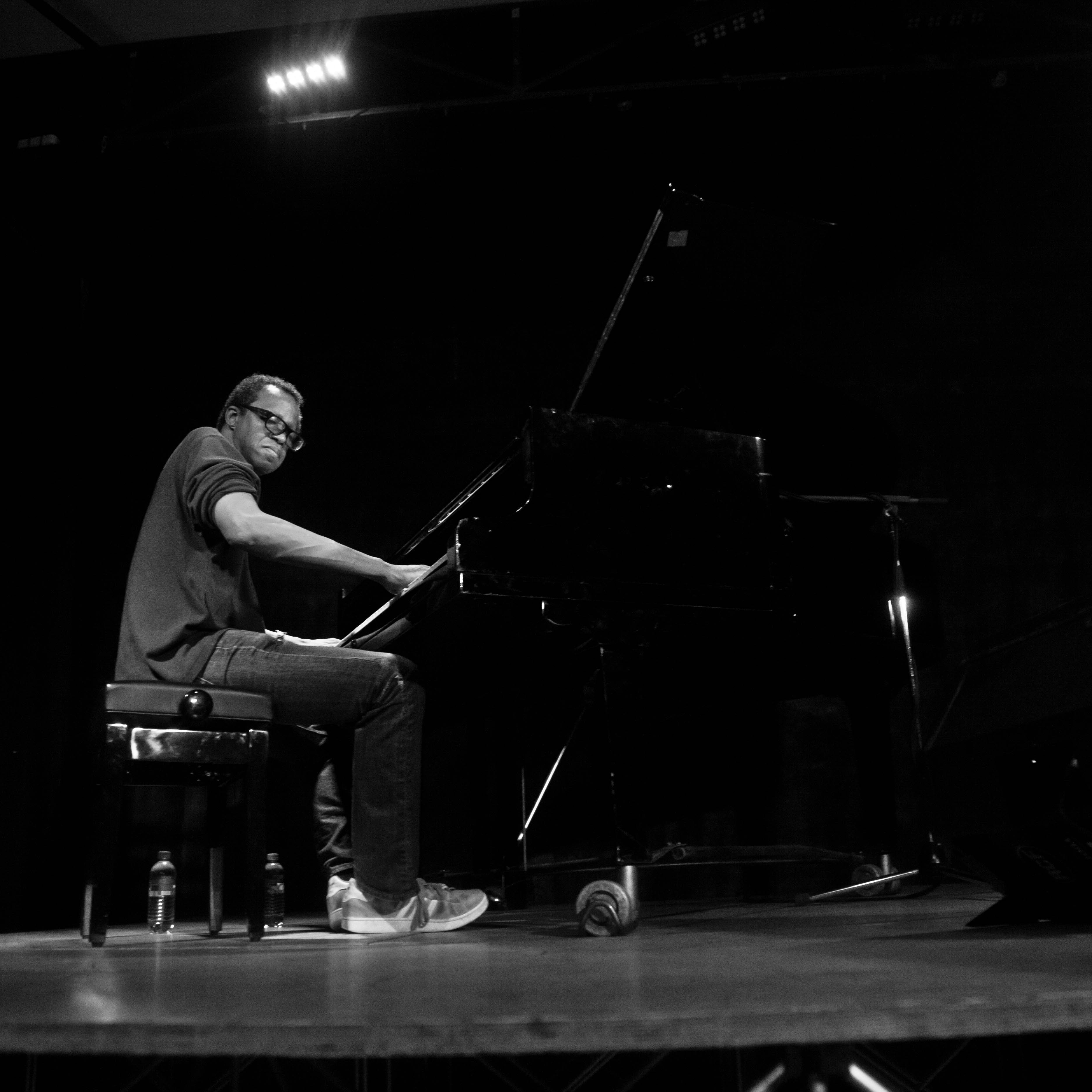
Matthew Shipp in Moskau 2017

Für Dan McClenaghan (2017) zählt Invisible Touch zu Matthew Shipp besten und faszinierendsten Aufnahmen; „Shipp nähert sich dem Piano mit einer faustkämpferischen Mentalität.“ Der Klang sei „voller Vehemenz, die sich mitunter zu einer Raserei entwickle“. Gegenüber Cecil Taylors Spiel sei Shipp „instinkiver, mit mehr Gefühl für Intermezzi mit einem frischen Lyrizismus. Sein Klangbild ist gedämpfter.“ Es fänden sich in seinem Spiel „aufwändige, sogar schlängelnde Phrasierungen, unterbrochen von kraftvollen Akkorden und endlos kreativen - sogar schönen - Tangenten.“ Das auf Thelonious Monk Bezug nehmende Stück „Monk’s Nightmare“ sei ein „Gewittersturm“; „Instinctive Touch“ wandere frenetisch und spucke Noten in Schnellfeuer-Gaben aus. „Blue in Orion“ injiziere in den Ablauf ein Gefühl von Feierlichkeit; „Gamma Ray“ hingegen pulsiere herrlich und kraftvoll. Und der Standard „Tenderly“ in der Mitte des Sets klinge gar nicht so zärtlich (wie der Titel suggeriert), „sondern eher unheilvoll.“
Nach Ansicht von S. Victor Aaron (2017) sei in diesem Mitschnitt am Tourneeende „die Essenz von Matthew Shipp eingefangen“. Auf seinem ersten live entstandenen Solo-Piano-Album „öffne er durch einen kontinuierlich fließenden Strom von zehn Improvisationen und einem Standard ein Fenster zu seinem inneren Selbst“. Shipps Spiel sei nichts weiter als kontemplativ, emotional und (im besten Sinne) kalkulierend, doch verstärkt treten diese Qualitäten zutage, wenn er alleine spiele; Shipp lasse sich wie durch einen Bewusstseinsstrom fließen, der von Blockakkorden, lieblichen Arpeggios, gestapelten Arrangements und gelegentlich energischen Momenten markiert ist. Diese Facetten seines Spiels kommen schon in der Aufwärmphase mit den ersten Titeln „Light Beam“ und „Intro Z“ zum Tragen, die zu „Instinctive Touch“ führen, das zunächst mit einem erkennbaren Thema beginnt und sich bald davon wegbewegt. In „Pocket“ schafft ein gedämpfteres Spiel eine unvermeidliche Verlangsamung, die den Weg „zu einem Moment von Schönheit“ bereitet, in dem der Titel „Gamma Ray“ beginnt.” Dem folgt das episodische, spitze „Piece Within Piece“ und die einzige Fremdkomposition „Tenderly“, wobei Shipp intelligent die Melodie des Lieds mit der einen Hand spielt, während er simultan mit der anderen eine dunklere, konternde Melodie ersinnt, mit der gelegentlich in freie Formen ausbricht. Im weiteren Verlauf des Programms setze Shipp fort, Stimmungen, Tempi und Richtungen tzu erforschen, behalte aber dabei stets seine Dynamik in einem linearen Verlauf aufrecht.
Jason Bivins führt in seiner Rezension (2017) im Blog Dusted aus, Invisible Touch sei Material der Extraklasse, „ein dichter, fokussierter Set“. Dabei habe jedes der Stücke seine eigene Logik, was zusammen viel über Shipps musikalisches Denken offenbare. Dies verdeutlicht er am Beispiel des kurzen Eingangsmotivs „Light Beam“, das wie eine Ouvertüre klinge und sich von besinnlichen Abschnitten über verwickelt kosmischen Tristano-ähnlichen Linien zu einem düsteren Hämmern entwickle. Im Laufe des Konzerts suche Shipp jeder dieser Ideen erneut auf, einzeln oder in Kombination. Von „Intro Z“ bis zum Ende würden sich die Einfälle des Pianisten unglaublich schnell verändern. So genießt es Shipp von fast Swing-ähnlichen Abschnitten zu Motiven zu wechseln, die an Interpolationen Bachs erinnern. „Doch verfängt er sich nie in den Sog seiner eigenen Ideen. Er ist eher an Verbindungen, Assoziationen und Kontrasten interessiert, um zu sehen, was kollidierende Elemente zum Klang und für den Augenblick beitragen; und das ist der Grund, warum die Geschwindigkeit so heftig ist.“ Zu den vertrauten Motiven, die Kennern Shipps vertraut seien, zählt der Autor solche in „Instinctive Touch“; das Stück wird lebendig durch eine liedhafte Repetition, wendet sich in eine eher gedämpfte Passage und deutet dann eine Rhapsodie, um mit einem an Béla Bartók erinnernden Schluss zu enden.

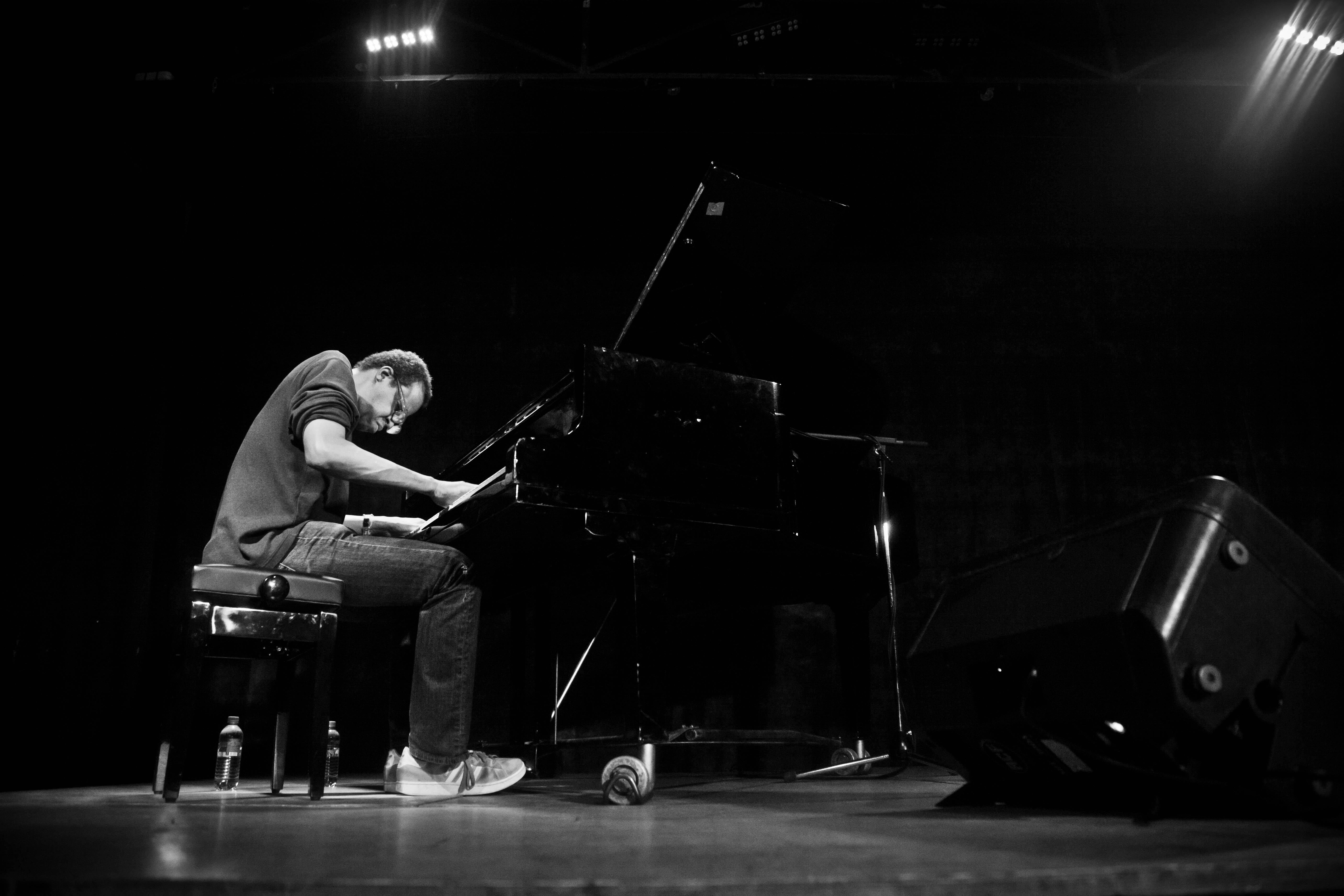
Matthew Shipp in Moskau 2017

Nach Ansicht des Autors ist der Mitschnitt auch hinsichtlich seiner spieltechnischen Aspekte interessant; so hebt er die vielfältigen Motive in „Gamma Ray“ und Akkordpassagen am Anfang von „Piece Within Piece“ hervor. Erwähnenswert seien auch die stark abstrahierende Interpretation von „Tenderly“ und seine idiomatische Komposition „Monk’s Nightmare“, die nur einen Anflug von klösterlicher Harmonik und Propulsion habe. Der Set endet mit dem lyrischen „Blue Orion“, dem brüsken „It“ und der wieder massiven Zugabe „Fairplay“. „Hätten alle Solo-Darbietungen diese Balance aus Klarheit, Erfindungsgeist und Knappheit“, resümiert der Autor.